# Barry MacKay
Barry MacKay (* 31. August 1935 in Cincinnati, Ohio; † 15. Juni 2012 in San Francisco, Kalifornien) war ein US-amerikanischer Tennisspieler und Kommentator.
MacKay erreichte zwei Mal das Halbfinale der Wimbledon Championships sowie das Doppelfinale der US Open. Darüber hinaus spielte er fünf Jahre für die Davis-Cup-Mannschaft der Vereinigten Staaten, mit der er 1958 den Davis Cup gewann.

## Leben

### Tenniskarriere
In seiner Jugend gewann MacKay in den Jahren 1952 und 1953 zwei Mal die Staatsmeisterschaft von Ohio.
Er ging auf die University of Michigan und spielte dort für die Universitätsmannschaft College Tennis. Er gewann unter anderem im Jahr 1957 die NCAA-Collegemeisterschaft im Einzel, nachdem er in diesem Jahr und im Vorjahr auch die Meisterschaft der Big Ten Conference gewonnen hatte. Zusätzlich gewann er im Doppel mit seinem Partner Richard Potter von 1955 bis 1957 auch jeweils das Doppelturnier der Big Ten Conference. Mit dem Sieg im Einzelturnier 1957 verhalf er seiner Mannschaft auch zum Sieg in der Mannschaftswertung und somit erstmals dem Gewinn der NCAA-Meisterschaft.
Noch während seiner Zeit am College nahm MacKay an internationalen Tennisturnieren teil, unter anderem an allen vier Grand Slam-Turnieren. Seine größten Erfolge waren das Erreichen der Halbfinals der Australian Championships 1959 – den heutigen Australian Open – sowie von Wimbledon im selben Jahr. Zusätzlich erreichte er mit seinem Partner Sam Giammalva auch das Finale der US Open im Doppel.
Von 1956 bis 1960 war er Teil der Davis-Cup-Mannschaft der Vereinigten Staaten. Er gewann mit seiner Mannschaft den Davis Cup 1958 nach einem 3:2-Finalsieg gegen Australien, wobei er im Finale beide seine Spiele verlor. Im folgenden Jahr standen die USA erneut im Finale, mussten sich den Australiern aber trotz eines Sieges von MacKay gegen Rod Laver mit 2:3 geschlagen geben.
In 15 Begegnungen spielte er 31 Matches, von denen er 22 gewann (17 im Einzel, 5 im Doppel) und 9 verlor (7 im Einzel, 2 im Doppel).
Im Laufe seiner Karriere gewann MacKay 24 Turniere als Amateur und zwei als Profi, darunter im Einzel die Italian Open 1960, die US Indoor Championships 1960, die US Clay Court Championships 1960 sowie im Doppel die US Indoor Championships in den Jahren 1957 bis 1960 und die US Clay Court Championships 1958. In der Folge war er die Nummer 1 der nationalen Tennisrangliste und gewann den Bob Hope Award als Amateursportler des Jahres. Er wurde 1961 Profi-Tennisspieler. Er spielte auf der Jack-Kramer-Tour für drei Jahre und nahm ab 1968 auch an Turnieren der neu gegründete ATP teil. Sein letztes Profiturnier spielte er im Jahr 1974.

### Turnierdirektor und Kommentator
MacKay erwarb 1970 einen Anteil an den Pacific Coast Championships, das er in der Folge veranstaltete. Darüber hinaus war der über 30 Jahre lang Kommentator der Wimbledon Championships und der US Open.

### Tod
Er starb im Jahr 2012 im Alter von 76 Jahren nach langer Krankheit.

## Ehrungen
MacKay wurde während seiner Collegezeit als erster Sportler der Michigan Wolverines in die landesweite Bestenliste der All-American aufgenommen. Nach seiner Karriere wurde er  unter anderem 1980 in die Michigan Athletic Hall of Honour, 1987 in die Intercollegiate Tennis Hall of Fame sowie 2003 in die Cincinnati Tennis Hall of Fame aufgenommen.
Er erhielt folgende Auszeichnungen und Ehrungen:
- Bob Hope Award als Amateursportler des Jahres 1960[10]
- Aufnahme in die University of Michigan Athletic Hall of Honor 1980[3]
- Aufnahme in die Intercollegiate Tennis Hall of Fame 1987[11]
- Aufnahme in die Cincinnati Tennis Hall of Fame 2003[12]